# Khỉ Nhật Bản
Khỉ Nhật Bản (danh pháp hai phần: Macaca fuscata) là một loài linh trưởng thuộc họ Khỉ cựu thế giới có nguồn gốc tại Nhật Bản. Loài khỉ này đôi khi còn được gọi là Khỉ tuyết hay Khỉ tuyết Nhật Bản do chúng sinh sống ở vùng có mùa đông lạnh giá tuyết phủ. Ngoài con người là ngoại lệ ra, không có loài linh trưởng nào sinh sống ở tận miền băng giá cực Bắc với nhiệt độ khắc nghiệt như loài khỉ tuyết này Khỉ tuyết có bộ lông màu xám nâu, mặt đỏ và đuôi ngắn. Có hai phân loài. Loài khỉ này có thể đối phó với cái lạnh xuống tới -20 độ C.

## Mô tả

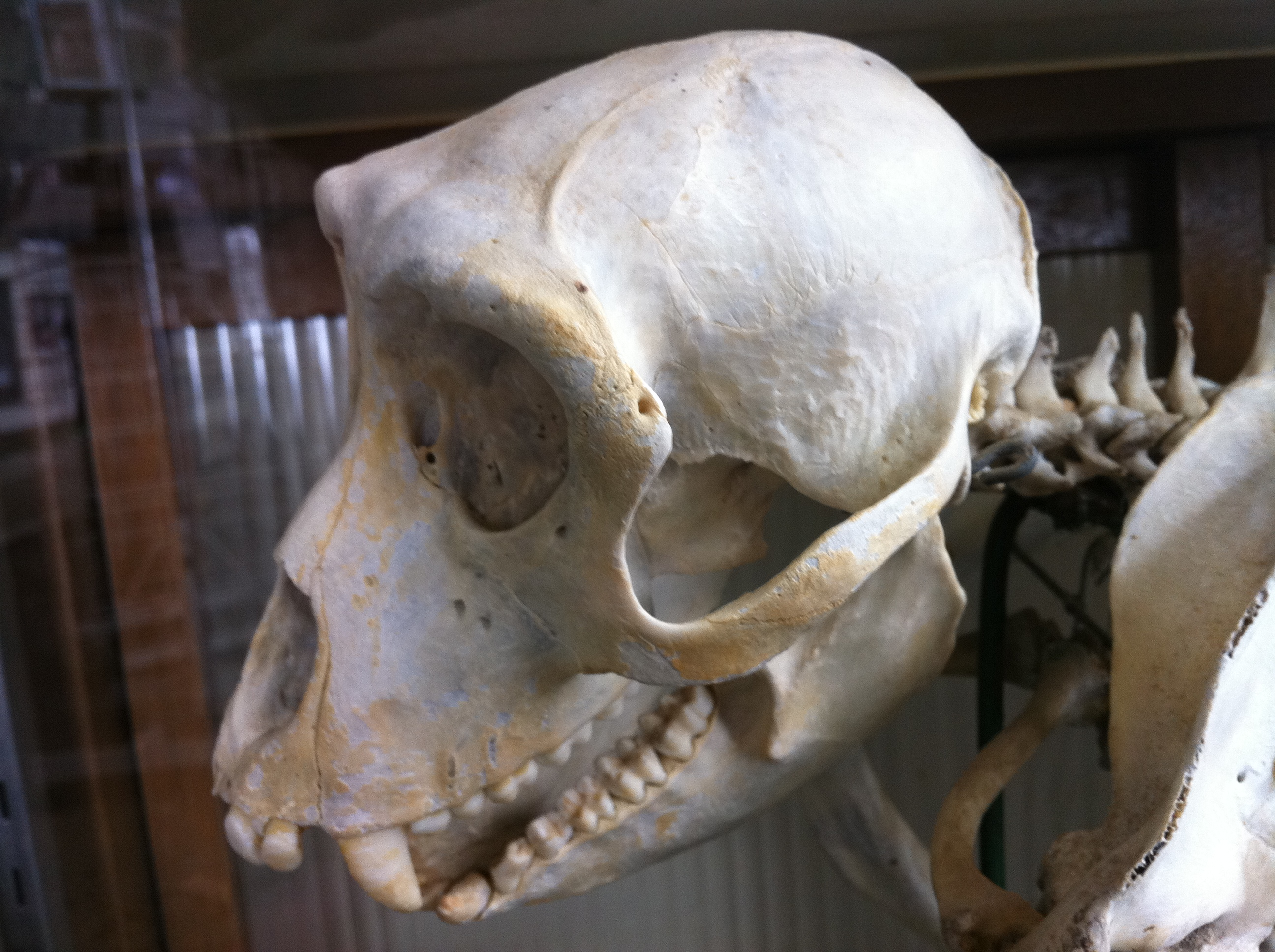
Sọ của một con khỉ Nhật Bản

Loài khỉ này lưỡng tính giới hình. Những con khỉ đực trung bình nặng khoảng 11,3 kg, trong khi con cái nhỏ hơn một chút vào khoảng 8,4 kg. Những con khi tuyết sinh sống ở những vùng lạnh giá hơn thường có xu hướng nặng hơn. Chiều cao của khỉ đực vào khoảng 57 cm, trong khi khỉ cái là 52 cm. Đuôi của chúng chỉ dài khoảng 9–10 cm ở khỉ đực và khoảng 8 cm với khỉ cái. Chúng có một khuôn mặt không phủ lông với nước da màu hồng nhạt. Phần còn lại của cơ thể được bao phủ trong lớp lông dày rậm, thường là màu nâu, xám hoặc vàng. Bộ lông của chúng có thể trở nên dày rậm hơn khi thời tiết trở nên lạnh giá.

## Phạm vi phân bố
Loài khỉ Nhật Bản hiện diện tại hầu hết các khu vực thuộc Nhật Bản. Chúng có thể sinh sống tại nhiều môi trường khác nhau, từ những khu rừng cận nhiệt đới ấm áp ở phía Nam cho tới các khu rừng cận cực lạnh giá và khắc nghiệt nơi phương Bắc.